# مهندسی اس‌آی‌ای
مهندسی اس‌آی‌ای (به انگلیسی: SIA Engineering) شرکت خدمات هواگرد سنگاپوری است، که در زمینه ارائه سرویس‌ها و خدمات تعمیر و نگهداری هواپیماهای مسافربری و باری فعالیت می‌کند. 
شرکت مهندسی اس‌آی‌ای در سال ۱۹۹۲ تأسیس شد و در حال حاضر به‌عنوان زیرمجموعه‌ای از شرکت سنگاپور ایرلاینز، دارای عملیات در کشورهای سنگاپور، ایرلند، تایوان، اندونزی و فیلیپین می‌باشد.
دفتر مرکزی این شرکت در فرودگاه چانگی سنگاپور قرار دارد و بخشی از سهام آن در بازار بورس سنگاپور معامله می‌شود.